# Conus kintoki
Conus kintoki é uma espécie de gastrópode do gênero Conus, pertencente à família Conidae.

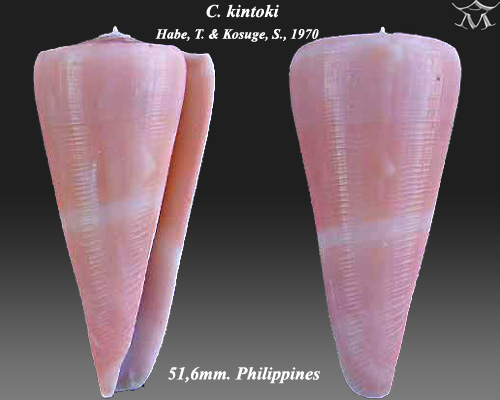
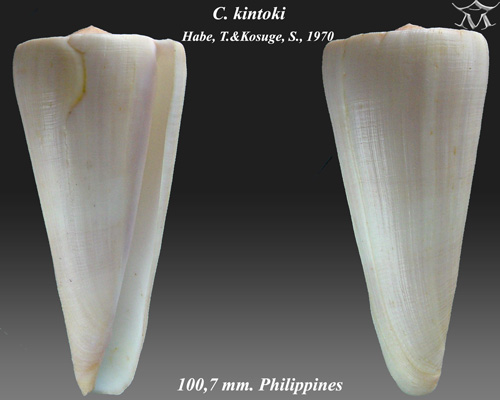
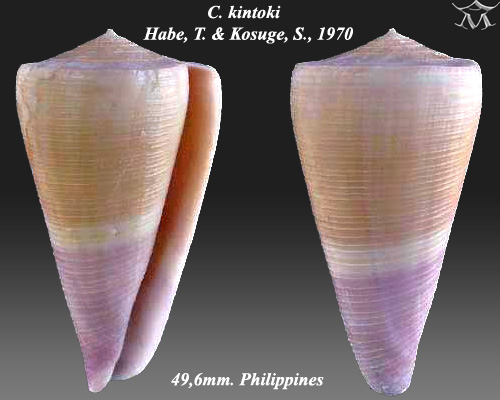
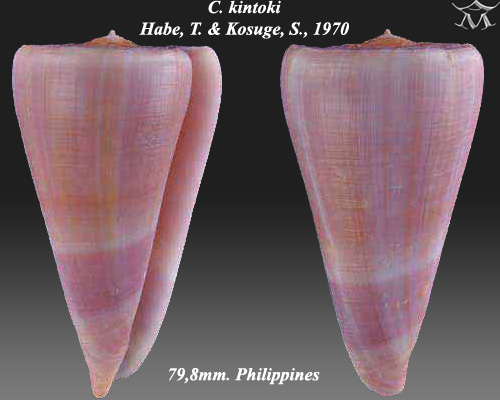